# Schmaltzia integrifolia
Schmaltzia integrifolia là một loài thực vật có hoa trong họ Đào lộn hột. Loài này được (Nutt.) F.A. Barkley miêu tả khoa học đầu tiên năm 1940.